# Serart
Serart è un album in studio del cantautore statunitense Serj Tankian e del musicista turco Arto Tunçboyacıyan e pubblicato il 6 maggio 2003 dalla Serjical Strike Records, etichetta discografica fondata da Tankian.

## Descrizione
Il disco, uscito a nome Serart, presenta sedici brani e un DVD intitolato Sun Angle Calculator, che mostra un documentario sulla realizzazione del disco.
Il 21 aprile 2009 è uscita un'edizione deluxe dell'album contenente due bonus track.

## Tracce
CD
1. Intro – 0:38 (Serj Tankian)
2. Cinema – 3:59 (Serj Tankian)
3. Devil's Wedding – 4:08 (Arto Tunçboyacıyan)
4. The Walking Xperiment – 3:33 (Serj Tankian)
5. Black Melon – 3:36 (Arto Tunçboyacıyan)
6. Metal Shock – 0:31 (Arto Tunçboyacıyan)
7. Save the Blonde – 3:14 (Serj Tankian)
8. Love Is the Peace – 2:32 (Arto Tunçboyacıyan)
9. Leave Melody Counting Fear – 3:45 (Serj Tankian)
10. Gee-Tar – 1:11 (Serj Tankian)
11. Claustrophobia – 1:36 (Serj Tankian)
12. Narina – 5:31 (Arto Tunçboyacıyan, Jenna Ross)
13. Zumba – 0:53 (Arto Tunçboyacıyan)
14. Facing the Plastic – 3:46 (Serj Tankian)
15. If You Can Catch Me – 1:03 (Arto Tunçboyacıyan)
16. I Don't Want to Go Back Empty-Handed – 4:08 (Arto Tunçboyacıyan)

DVD
1. Sun Angle Calculator – 13:49

Tracce bonus nell'edizione deluxe
1. Facing the Plastic (Mindless Self Indulgence Remix) – 3:56 (Serj Tankian, James Euringer)
2. Narina (Bill Laswell Remix - Radio Edit) – 3:50 (Arto Tunçboyacıyan, Jenna Ross)

## Formazione
Gruppo
- Serj Tankian – arrangiamento, strumentazione, voce
- Arto Tunçboyacıyan – arrangiamento, strumentazione, voce

Altri musicisti
- Shavo Odadjian – giradischi (traccia 12)
- Jenna Ross – voce aggiuntiva (traccia 12)

Produzione
- Serj Tankian – produzione esecutiva, produzione
- Arto Tunçboyacıyan – produzione
- Luck – registrazione
- Bedros The "Sunrise" Man – missaggio
- Alan Yoshida-Ian – mastering